# Даланзадгад
Даланзадгад (монг. Даланзадгад?, ᠳᠠᠯᠠᠨᠵᠠᠳᠠᠭᠠᠳ?, «семьдесят источников») — город в Монголии.

## Общие сведения
Даланзадгад является административным центром аймака Умнеговь (Южно-Гобийского) Монголии. Население на 2004 год составляло 17000 человек. На 2010 год — 18 700 человек.

## География и климат
Город лежит в пустыне Гоби на высоте 1470 метров над уровнем моря к востоку от подножия гор Гурван-Сайхан-Уул, в 540 километрах южнее Улан-Батора, 200 км севернее границы Монголии с Китаем.
В Даланзадгаде резко континентальный пустынный климат с холодными зимами и теплым летом. Среднегодовая температура в городе составляет 4,6 °C (дневная: 11,4 °C, ночная: −2,1 °C). Летом температура может подниматься до 35 °C, зимой опускается до −30 °C. Осадки выпадают практически только в летний период, что является следствием влияния летнего муссона, а в холодный период года осадки крайне редки — с октября по май они выпадают не чаще 1 дня в месяц. Из-за низкой широты это самый тёплый город Монголии, по многим показателям гораздо теплее столицы, а разница среднегодовой температуры с самыми холодными точками Монголии на той же высоте над уровнем моря превышает 10° градусов, среднегодовая температура по новой норме едва не достигает Москвы, а средний суточный перепад за год равен 13.5°, сезонная континентальность и изменчивостью температур в Даланзадгаде также одна из самых низких по Монголии, порой случались годы с годовым перепадом не выше 65°. 
| Показатель                                               | Янв.  | Фев.  | Март  | Апр. | Май  | Июнь | Июль | Авг. | Сен.  | Окт.  | Нояб. | Дек.  | Год   |
| -------------------------------------------------------- | ----- | ----- | ----- | ---- | ---- | ---- | ---- | ---- | ----- | ----- | ----- | ----- | ----- |
| Абсолютный максимум, °C                                  | 16    | 18,9  | 21,9  | 30,7 | 33,8 | 37,4 | 39,9 | 37,5 | 33    | 29    | 18,9  | 13,6  | 39,9  |
| Средний суточный максимум, °C                            | −8    | −4    | 4     | 14   | 21   | 26   | 28   | 26   | 20    | 12    | 2     | −6    | 11    |
| Средняя температура, °C                                  | −14   | −9    | −2    | 5    | 13   | 19   | 20   | 19   | 13    | 5     | −5    | −12   | 5     |
| Средний суточный минимум, °C                             | −21   | −17   | −9    | −1   | 7    | 12   | 15   | 13   | 7     | −2    | −11   | −18   | −2    |
| Абсолютный минимум, °C                                   | −32,8 | −31,1 | −27,8 | −20  | −9   | −1,1 | 5,4  | 3,9  | −12,8 | −17,2 | −28,9 | −36,1 | −36,1 |
| Норма осадков, мм                                        | 0     | 2     | 3     | 5    | 8    | 15   | 33   | 30   | 10    | 3     | 2     | 1     | 112   |
| Источник: http://www.pogodaiklimat.ru/climate4/44373.htm |       |       |       |      |      |      |      |      |       |       |       |       |       |

## Достопримечательности
В Даланзадгаде есть музей аймака. В 105 км на северо-запад от города находится палеонтологическая «сокровищница» — Баянзаг, где в 1922 году Центральноазиатская научная экспедиция, которая финансировалась Американским музеем естественной истории и которую возглавлял американский профессор-палеонтолог Рой Чепмен Эндрюс, впервые в пустыне Гоби — были обнаружены в огромном количестве великолепно сохранившиеся окаменелости динозавров и их яиц. Так как город был основан в период социализма в нём не было религиозных сооружений, лишь в 2002 году в Даланзадгаде был открыт буддистский монастырь Маанийн-Хийд. Поблизости от города расположен также национальный парк Гоби-Гурван-Сайхан, охотно посещаемый туристами.
Установлен памятник Тувдэнгийн Бор (1913–1932), Герою Монгольской Народной Республики.

## Аэропорт
В Даланзадгаде имеется аэропорт, через который поддерживается регулярная воздушная связь со столицей страны Улан-Батором.
Расположен на высоте 1459 метров над уровнем моря. Имеет одну взлётно-посадочную полосу: с грунтовым покрытием длиной 2300 метров, а с 2007 также имеет ИВПП. Последняя является второй по длине Монголии после взлётно-посадочной полосы аэропорта Чингисхан в Улан-Баторе. Работает круглосуточно.
Здание аэропорта имеет три этажа. Зал ожидания расположен на первом этаже. Аэропорт обслуживает одну из немногих асфальтированных дорог, которые сейчас находятся в пустыне Гоби.
По пассажиропотоку аэропорт занимает второе место в Монголии (после Международного аэропорта Чингисхан).

## Панорамы

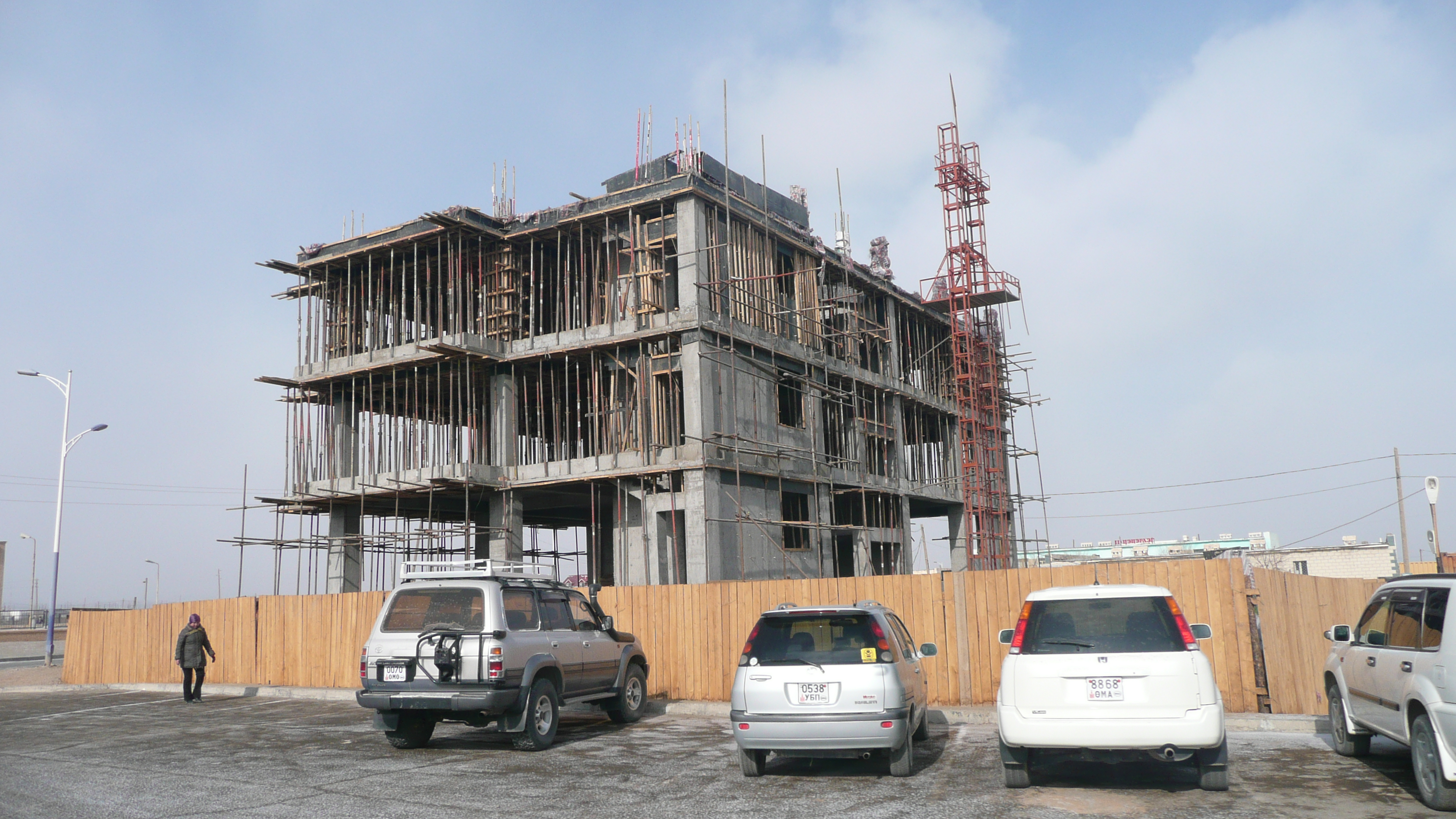